# Кастильо, Харлен
Харлен Альфред Кастильо Морено (англ. Harlen Alfred Castillo Moreno; род. 17 августа 1993, Истмина, Чоко) — колумбийский футболист, вратарь клуба «Атлетико Насьональ». 

## Клубная карьера
Кастильо — воспитанник клуба «Депортиво Перейра». 3 мая 2015 года в матче против «Тигреса» он дебютировал в колумбийской Примере B. В 2019 году Харлен помог команде выйти в элиту. 26 января 2020 года в матче против «Атлетико Насьональ» он дебютировал в Кубке Мустанга. В 2022 году Харлен стал чемпионом. В начале 2023 года Кастильо перешёл в «Ателтико Насьональ».

## Достижения
Клубные
 «Депортиво Перейра»
- Победитель Кубка Мустанга — Финалисасьон 2022